# 扎娜爾·艾特扎諾娃
扎娜爾·赛义德-艾哈迈托芙娜·艾特扎諾娃（羅馬化：Janar Seiıtahmetqyzy Aitjanova；1965年5月9日—），是一位哈薩克斯坦女性政治人物。她之前曾經擔任過該國駐瑞士、列支敦士登、梵蒂岡和馬耳他騎士團大使，並自2016年5月11日起出任駐聯合國日內瓦辦事處代表。

## 早年生活和教育
艾特扎諾娃於1965年5月9日在蘇聯哈薩克蘇維埃社會主義共和國奇姆肯特州（現哈薩克斯坦突厥斯坦州）蘇扎克區朱萬-秋比（Джувань-Тюбе）國營農場出生，大學時期於哈薩克國立大學（現阿里-法拉比哈薩克國立大學）修讀歷史學系並在1988年順利畢業。後來她又於1997年獲得聯合維也納學院（Joint Vienna Institute）經濟金融學位，以及在2003年取得由肯尼迪政府學院頒發的公共管理碩士。此外，艾特扎諾娃亦曾經於1989年至1990年期間在哈薩克國立大學和莫斯科國立大學擔任實習研究員，以及於1991年至1992年期間前往布拉格查理大學和中歐大學實習。

## 仕途
艾特扎諾娃在1993年進入聯合國哈薩克斯坦辦公室出任項目協調員，四年後轉任聯合國駐蒙古國助理協調員以及聯合國開發計劃署駐蒙古國代表，其後又於1999年成為聯合國開發計劃署歐洲和獨立國家聯合體地區分局中亞組項目策展人。
2003年8月，艾特扎諾娃返回哈薩克斯坦，並加入中央政府擔任工業和貿易部副部長，一年九個月後改任哈薩克斯坦加入世界貿易組織談判事宜哈方特別代表。後來她在2010年3月卸下談判代表職務，轉任經濟發展和貿易部部長，並於約一年後成為首任兼唯一一任經濟一體化部部長長達五年。
2016年5月11日，哈薩克斯坦首任總統努爾蘇丹·納扎爾巴耶夫發佈政令，任命艾特扎諾娃出任該國駐瑞士大使以及駐聯合國日內瓦辦事處代表，後來她又在翌年2月21日獲兼任駐列支敦士登、梵蒂岡和馬耳他騎士團大使，其任內成功開設該國駐日內瓦榮譽領事館。2019年9月4日，第二任總統卡西姆若馬爾特·托卡耶夫發佈政令，解除艾特扎諾娃上述所有大使職務，改為只擔任哈薩克斯坦駐聯合國日內瓦辦事處代表一職。

## 榮譽
艾特扎諾娃曾經獲得庫爾梅特獎章、帕拉薩特獎章以及「為歐亞經濟聯盟發展作出貢獻」（За вклад в создание Евразийского экономического союза）獎章。